# J.D. Kimball
John David Kimball (12 marzo 1958 – 3 ottobre 2003) è stato un cantante statunitense della epic metal band Omen (e precedentemente nei misconosciuti Hammer Damage e Master), dotato di un timbro musicale particolare e potente.

## Discografia
| 1985 | Demo (Demo)                                                             | Vocals               |
| 1985 | Warning of Danger                                                       | Vocals               |
| 1986 | The Curse                                                               | Vocals               |
| 1987 | Nightmares (EP)                                                         | Vocals               |
| 1989 | The Best of Omen: Teeth of the Hydra (Compilation)                      | Vocals               |
| 1998 | Battle Anthems (Compilation)                                            | Vocals               |
| 2008 | Into the Arena: 20 Years Live (Live album)                              | Vocals (Live Tracks) |
| 2012 | Into the Arena: Live at San Antonio 1985 & The Lost Demos (Compilation) | Vocals (Live Tracks) |